# Вільям Барклі
Вільям Барклі (англ. William Barclay ; 5 грудня 1907 - 24 січня 1978 ) - шотландський богослов.

## Біографія
Батько Барклі був менеджером банку. Він навчався в середній школі Далзіеля в Мотервеллі, а потім вивчав класику в Університеті Глазго в 1925-1929 роки, перш ніж вивчати богослів'я.
Професор Університету Глазго протягом 28 років, викладач кафедри вивчення Нового Завіту. Викладав Новий Заповіт та давньогрецьку мову.
Брав участь у діяльності біблійних товариств, таких як Society for New Testament Studies, National Bible Society of Scotland. У 1943-1947 роках був редактором журналу Sunday School Teachers.
Вільям Барклі написав популярний набір біблійних коментарів до Нового Заповіту, який розійшовся накладом у 1,5 мільйона примірників. 

## Модернізм Барклі
Барклі одного разу назвав себе ліберальним євангелістом. Він був теологічним модерністом. Наприклад, він не вірив у непорочне зачаття Ісуса. Він писав, що ми повинні приймати це вчення «в буквальному і фізичному сенсі». Барклі, не вагаючись, дискредитував чудеса у Біблії. Хоча він відчував, що у справах Христа була якась сутність чудесного, він вірив, що багато чудес Господа мають цілком природне пояснення. Наприклад, він стверджував, що Спаситель не буквально помножив хліб та рибу. Ісус просто спонукав людей ділитися один з одним своєю їжею. Він вважав, що Христос насправді не ходив Галілейським морем. Просто з точки зору учнів здавалося, що він зробив це, коли йшов мілководдям біля пляжу. І справді Господь не хотів, щоб Петро кинув свій рибальський гачок у море, щоб дістати монету з рота риби. Він хотів, щоб апостол використав своє вміння рибалити для збору коштів на храмовий податок.  Його ідеї викликали суперечки у християнському середовищі. 